# Piero Mazzarella
Piero Mazzarella, all'anagrafe Pietro Filippo Mazzarella (Caresana, 2 marzo 1928 – Milano, 25 ottobre 2013), è stato un attore italiano.

## Biografia
Mazzarella nacque a Caresana, in provincia di Vercelli, il 2 marzo 1928, figlio di Saro (Rosario) Mazzarella, un attore teatrale originario di Bagheria (in provincia di Palermo), membro della compagnia di Angelo Musco, e di Sara Masera, un'attrice milanese della compagnia di giro di Edoardo Ferravilla, che può essere un po' considerato il predecessore di Piero Mazzarella .

Lino Banfi e Piero Mazzarella in Stangata in famiglia

Pochi giorni dopo la sua nascita, la sua famiglia si trasferì a Milano in una casa di ringhiera. Fin da piccolo cominciò ad assimilare la parlata del popolo, il dialetto milanese, il vociare tipico delle corti degli anni trenta.
Egli stesso, in un'intervista, ricordava sia il chiacchiericcio che la solidarietà che si instaurava tra la gente del popolo, le persone che da una ringhiera all'altra si offrivano sempre aiuto reciproco: questa umanità e questo dialetto diventarono gli elementi fondamentali della sua recitazione, al pari di altri grandi considerava il popolo il suo unico e vero maestro.

### Il teatro
Fin da piccolo esordì come attore, ma la sua gavetta fu particolarmente lunga: il successo e la fama arrivarono solamente negli anni sessanta. Debuttò a dieci anni nel ruolo femminile di Cosetta ne I miserabili di Victor Hugo, per sostituire una giovane attrice indisposta. Dopo la seconda guerra mondiale si dedicò prevalentemente alla rivista; nel frattempo cresceva il suo interesse per il teatro dialettale. Nel 1951 al Teatro Alcione presentò per la prima volta uno dei suoi personaggi più famosi: il Tecoppa. In quello stesso anno conobbe l'attrice diciassettenne Marisa Marwill (al secolo Marisa Monzelli), che sposò nel 1952 e con cui ebbe due figli: Barbara e Riccardo.
Il 19 febbraio 1957, a causa di un tragico incidente stradale, restò vedovo. Dovendosi occupare da solo dei figli, decise di non girare per l'Italia, ma di lavorare stabilmente a Milano. Piero accettò la proposta di Edgar Biraghi, direttore della compagnia del Teatro Milanese di Ieri e di Oggi, il quale, su segnalazione dell’attrice Giuliana Rivera, lo aveva visto recitare alcune scenette in lingua milanese  in una rivista al Teatro Olimpia. Il 5 ottobre 1958 Piero debuttò al Teatro Sant'Erasmo ne La zitella di Carlo Bertolazzi, con la regia di Franz Dama. Era molto apprezzato anche da Giorgio Strehler, che nel 1961 lo diresse in El nost Milan di Carlo Bertolazzi. Con Strehler Piero Mazzarella instaurò anche un rapporto di stima e di amicizia, che lo portò a difendere a spada tratta il regista  sia quando questi era accusato di eccessiva durezza nei confronti degli attori, sia quando nel 1985 venne arrestato per detenzione di stupefacenti, pur ammettendo la fondatezza delle accuse e il fatto che ne facesse uso, ma negando che ne fosse dipendente.
Nel biennio 1961-1962 fu protagonista di una prolifica stagione teatrale, che annoverava tra i suoi titoli (qui tradotti in italiano dal dialetto meneghino) I denti dell'eremita e Il focolare domestico, successi interpretati con grande personalità insieme alla sua compagnia, in locali milanesi tra cui il teatro Angelicum. Nel 1963 venne insignito del titolo di Commendatore della Repubblica, diventando quindi un Cumenda. Nello stesso anno vinse il "Premio San Genesio", il "Premio Saint Vincent Maschera d'Oro", il Premio "Obrazov" e il "Premio Internazionale Luigi Illica". Nel 1965 iniziò la sua collaborazione con Antonello Stullo, col quale scrisse memorabili pezzi di avanspettacolo milanese senza usare maschere, stile fino a quel momento mai usato da nessuno. Nel 1966 si sposò con Adriana Novelli, dalla quale divorziò poco dopo. Sposò poi Barbara Tacchinardi, con cui ebbe tre figli: Piero Jr., Paolo e Cristiano.
Innumerevoli sono le commedie che mise in scena, tutte di grande successo, come Viv con duu ghej di Rino Silveri, Ca' de ringhera di Jacopo Rodi, Tecoppa che fadiga minga lavorà!, e altre non in dialetto milanese, come La locandiera di Carlo Goldoni e L'uomo, la bestia e la virtù di Luigi Pirandello.
Il 7 dicembre 1974 fu insignito della medaglia d'oro del Comune di Milano dal sindaco Aldo Aniasi. Negli anni ottanta raggiunse l'apice del successo: diresse il Teatro San Calimero e, successivamente, il Teatro della 14ma; mise in scena opere memorabili, come La Rava e la fava di Rino Silveri. Un suo successo personale nel 1981 fu la commedia El pacianebbia, scritta appositamente per lui da Sandro Lopez Nunes. Nel 2001 rappresentò Ciao Tecoppa!, con cui dette l'addio al suo personaggio più famoso, con un tono polemico verso gli attori della nuova generazione, che definì una massa di ignoranti, che al teatro preferivano una qualsiasi stupidata fatta in televisione.

### Il cinema
Raggiunta la fama, anche il cinema cominciò a interessarsi di lui: il regista Federico Fellini gli fece pervenire due proposte allettanti per Amarcord e per La voce della Luna, però Mazzarella dovette rinunciare perché, per partecipare ai film, avrebbe dovuto lasciare senza lavoro gli altri componenti della sua compagnia teatrale.
Partecipò invece in ruoli minori ad alcuni film: Il volatore di aquiloni con Renato Pozzetto, Il diavolo e l'acquasanta di Bruno Corbucci con Tomas Milian, Un povero ricco di Pasquale Festa Campanile con Renato Pozzetto e Ornella Muti, Piso pisello di Peter Del Monte, Orazi e Curiazi 3 - 2 con Gloria Guida, Gianni Agus e Lino Banfi. Non va dimenticata la pellicola Il maestro di Vigevano con Alberto Sordi, nella quale interpreta il ruolo dell'industriale calzaturiero Bugatti. Nonostante le parti siano spesso molto piccole, emergono le grandi qualità umane e di attore di Piero Mazzarella.
Recitò da protagonista solo in Stangata in famiglia, commedia di ambiente milanese diretta da Franco Nucci.

### La televisione e la radio
Prese parte allo sceneggiato televisivo del 1963 Il mulino del Po, tratto dal romanzo omonimo di Riccardo Bacchelli, che ebbe tra gli interpreti Raf Vallone, Tino Carraro e Gastone Moschin. Mazzarella interpretava la parte di un "bullo" ferrarese. Recitò in altri due sceneggiati importanti: Eleonora con Giulietta Masina, del 1973, e Arabella con Maddalena Crippa, del 1980. Nel 1974 portò in televisione la maschera milanese di Tecoppa. Piero Mazzarella fece anche incursioni nel mondo della radio con piccoli pezzi.

### L'attore
Piero Mazzarella dette il suo meglio a teatro, dove riuscì a commuovere e a far ridere, portando il pubblico ad amare i suoi personaggi. Nonostante ripetesse che il teatro è sacrificio, la sua recitazione appare così naturale da non rivelare alcuno sforzo. Alle volte prevalgono alcuni caratteri di facile presa sul pubblico, ma sempre intrisi di una vena ironica e di un retrogusto amaro che ridanno profondità e valore al personaggio.

### La morte
Mazzarella morì a Milano nel 2013; dopo la cremazione, le sue ceneri vennero tumulate al cimitero monumentale di Milano.

## Filmografia

### Cinema
- Appuntamento in Riviera, regia di Mario Mattoli (1962)
- L'assassino si chiama Pompeo, regia di Marino Girolami (1962)
- Obiettivo ragazze, regia di Mario Mattoli (1963)
- Il maestro di Vigevano, regia di Elio Petri (1963)
- Cadavere per signora, regia di Mario Mattoli (1964)
- La Celestina P... R..., regia di Carlo Lizzani (1965)
- L'immensità (La ragazza del Paip's), regia di Oscar De Fina (1967)
- Banditi a Milano, regia di Carlo Lizzani (1968)
- Lisa dagli occhi blu, regia di Bruno Corbucci (1969)
- Cuori solitari, regia di Franco Giraldi (1970)
- Il giudice e la minorenne, regia di Franco Nucci (1974)
- Professore venga accompagnato dai suoi genitori, regia di Mino Guerrini (1974)
- Cattivi pensieri, regia di Ugo Tognazzi (1976)
- Stangata in famiglia, regia di Franco Nucci (1976)
- La stanza del vescovo, regia di Dino Risi (1977)
- Orazi e Curiazi 3 - 2, regia di Giorgio Mariuzzo (1977)
- Piso pisello, regia di Peter Del Monte (1982)
- Un povero ricco, regia di Pasquale Festa Campanile (1983)
- Il diavolo e l'acquasanta, regia di Bruno Corbucci (1983)
- Il volatore di aquiloni, regia di Renato Pozzetto (1987)
- Torno a vivere da solo, regia di Jerry Calà (2008)

### Televisione
- Il mulino del Po, regia di Sandro Bolchi – miniserie TV (1963)
- Za-bum – miniserie TV (1964)
- Za-bum n.2 – miniserie TV (1965)
- Processi a porte aperte – miniserie TV (1968)
- La freccia nera, regia di Anton Giulio Majano – miniserie TV (1969)
- Le cinque giornate di Milano, regia di Leandro Castellani – miniserie TV (1970)
- Eleonora, regia di Silverio Blasi – miniserie TV (1973)
- Tre camerati, regia di Lyda C. Ripandelli – miniserie TV (1973)
- Tecoppa brumista – film TV (1973)
- Arabella – miniserie TV (1980)
- Delitto e castigo, regia di Mario Missiroli – miniserie TV (1983)
- Piccolo mondo antico, regia di Salvatore Nocita – miniserie TV (1983)
- Aeroporto internazionale – serie TV (1987)
- I promessi sposi – miniserie TV (1989)

## Discografia
- 1967 – Le disgrazie dell'Armando Cazzaniga (Co-Thi Casa Musicale Italiana, CT. 1974, EP 7") Con Rino Silveri, Ernesto Pagano, Pierino Ravani.
- 1969 –  On finestroeu sul mond - Fonorama Records - Poesie dialettali di Gisella Azzi
- 1982 – On poo per rid on poo per minga piang - L.P. - Durium - Arrangiamenti Gerardo Tarallo
- 2003 – Gran Milan - CD - M.A.P. - Arrangiamenti Gerardo Tarallo
- 2014 – Inedita Milano - CD -  Music Center - Con Renato Dibì

## Cultura
A Caresana, paese natale (per caso) di Mazzarella, si svolge la "Rassegna di poesia dialettale Piero Mazzarella." 
Programmata solitamente a maggio, alle 17, nella chiesa di San Rocco, è organizzata dal fotografo milanese Andrea Cherchi. È una rassegna di poesia dialettale dedicata all'attore milanese che per la nascita è legato con la storia del paese piemontese.

## Curiosità
Particolare curioso, legato alla televisione, è il fatto che la neonata Telemilano 58, che diventerà Canale 5, deve una parte del proprio successo proprio all'aver trasmesso, inizialmente, molte opere teatrali di Piero Mazzarella e lo stesso Silvio Berlusconi lo ha citato tra i suoi attori prediletti. Mazzarella inoltre sarà poi nel cast di Grand Hotel.